# Wattenmeerhaus
Wattenmeerhäuser werden Naturschutz- und Bildungszentren zum Thema Wattenmeer genannt. Insbesondere gehören dazu die Häuser der Schutzstation Wattenmeer in Schleswig-Holstein und das Wattenmeer Besucherzentrum in Wilhelmshaven.

## Schleswig-Holstein

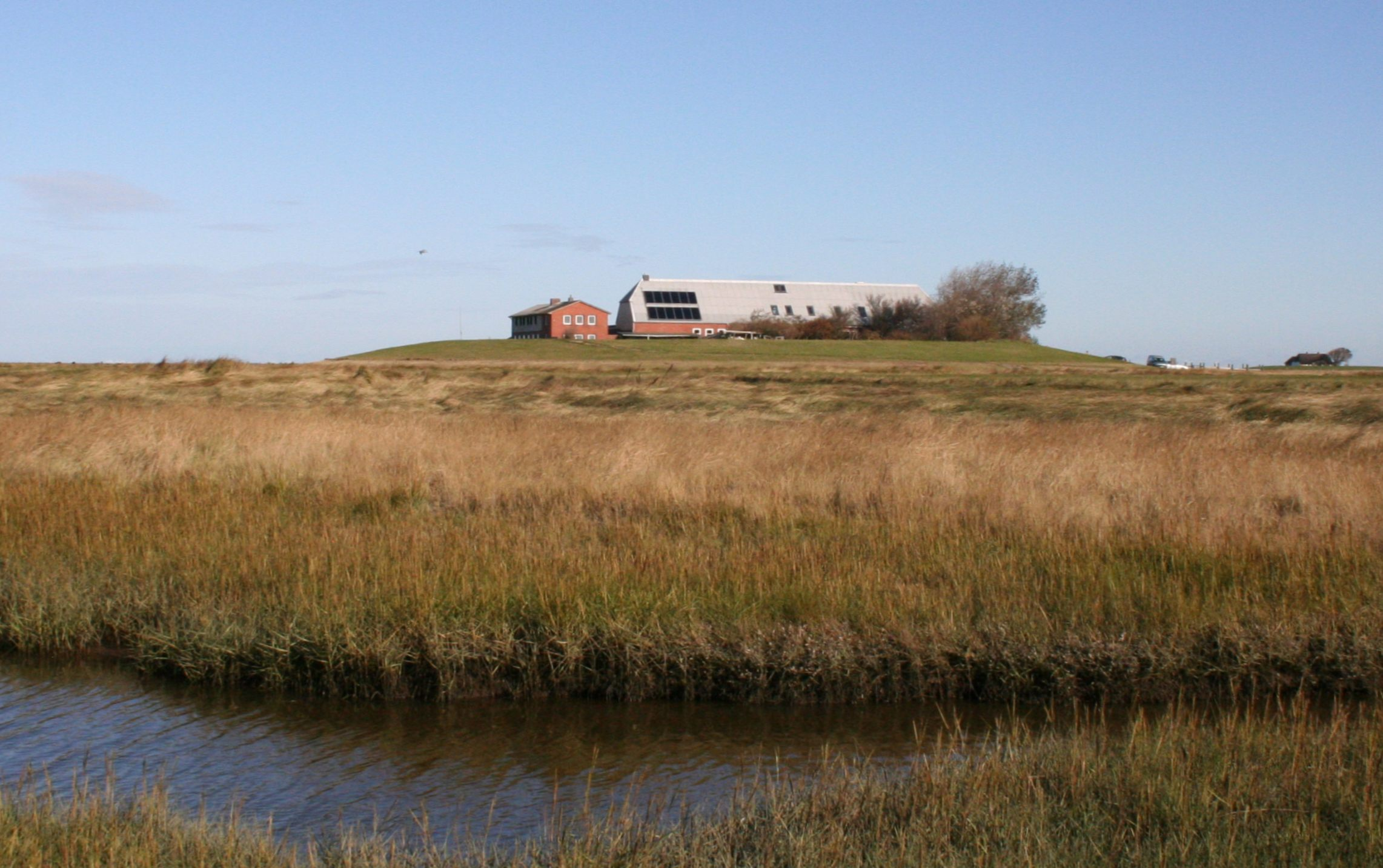
Peterswarf mit dem Wattenmeerhaus Langeneß von der Südseite, im Vordergrund ein Abschnitt der Salzwiesenvegetation

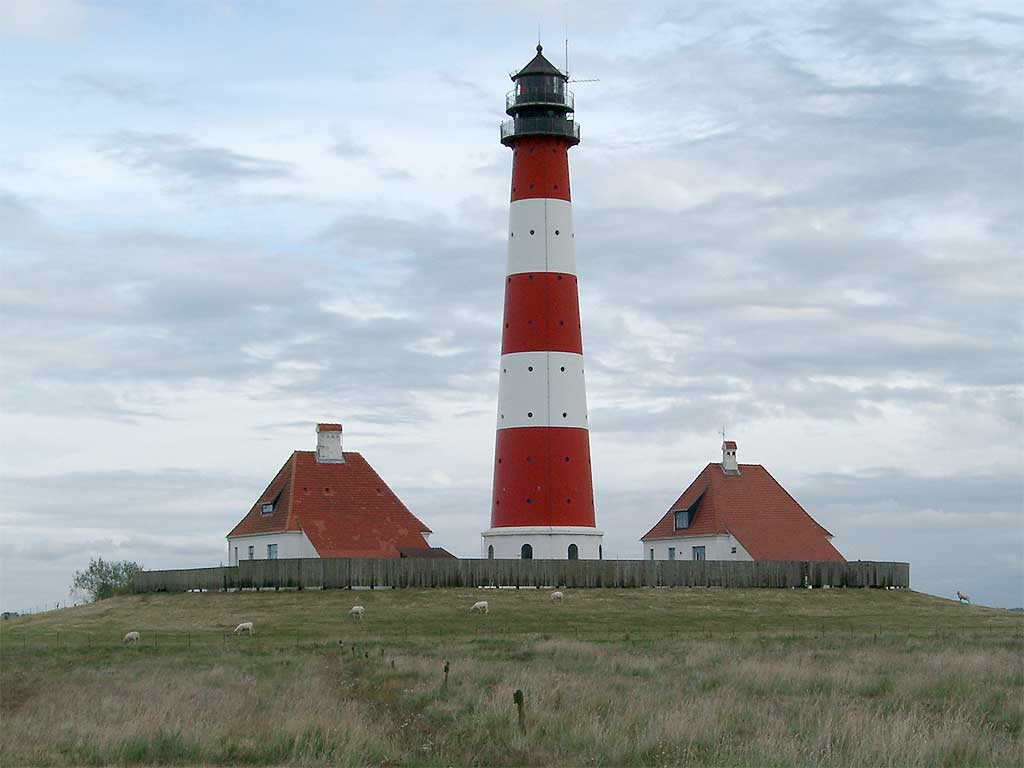
Leuchtturm Westerheversand (Blickrichtung nach Südosten) mit dem dazugehörigen Wattenmeerhaus (Westhaus)

Die drei Seminarhäuser auf Hallig Hooge, Langeneß und Westerhever befinden sich im Nationalpark Schleswig-Holsteinisches Wattenmeer bzw. im Biosphärenreservat Halligen. Alle Wattenmeerhäuser sind als Bildungsstätte im Rahmen der UN-Dekade für Bildung für nachhaltige Entwicklung (BNE) zertifiziert.
Die Häuser werden von der regionalen Station der Schutzstation Wattenmeer betrieben und verantwortet. Die Buchung für Gruppen erfolgt zentral von der Geschäftsstelle in Husum aus.
In den Häusern befinden sich Ausstellungen und umfangreiches Bildungsmaterial zum Wattenmeer, das für alle Besucher frei zugänglich ist. Den Gruppen in den Häusern werden naturkundliche Exkursionen, Vorträge, Präsentationen und weitere Umweltbildungsangebote angeboten.

## Niedersachsen

### Wilhelmshaven

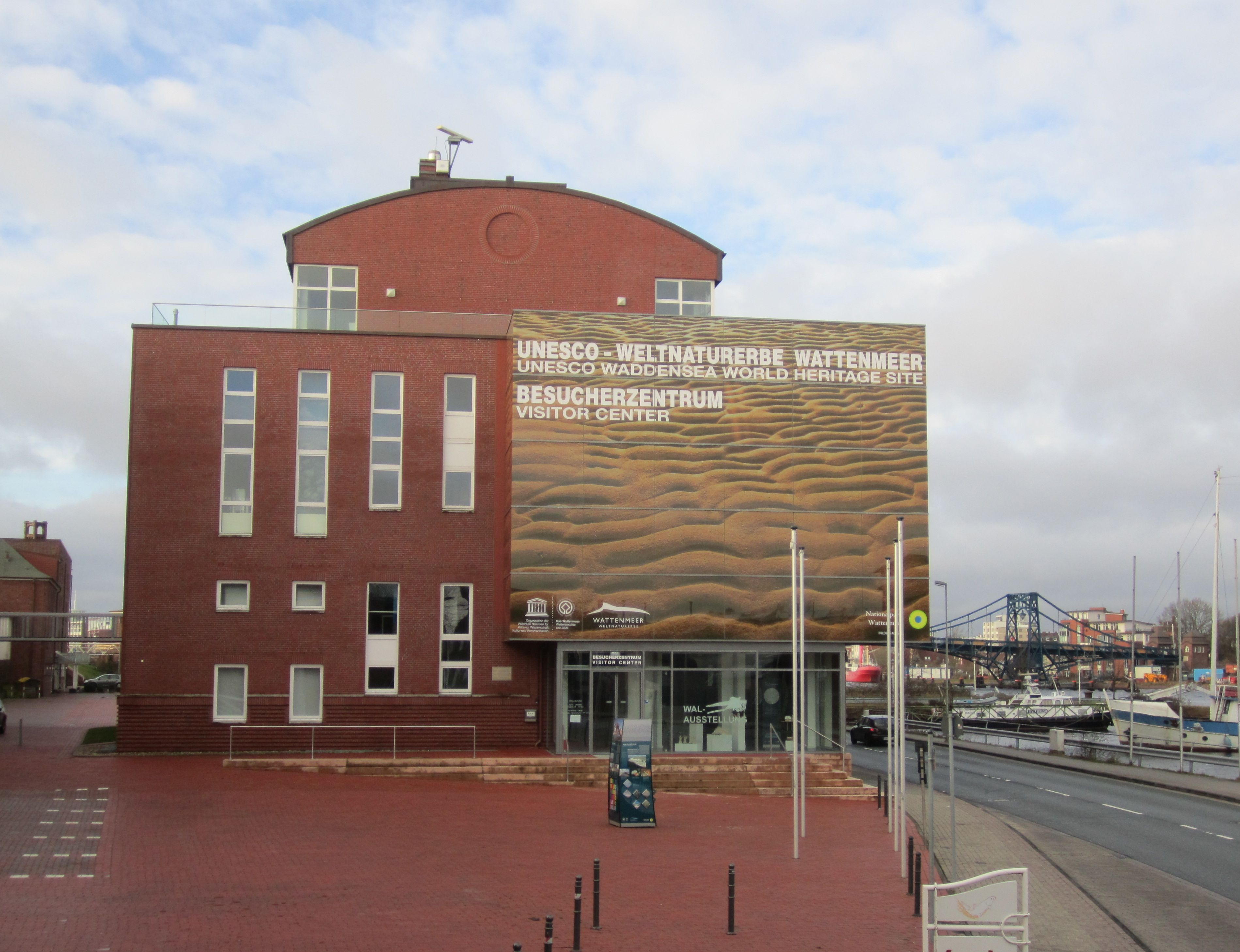
Wattenmeer Besucherzentrum in Wilhelmshaven

In Wilhelmshaven, wo auch die Nationalparkverwaltung ansässig ist, gibt es seit 1992 das Wattenmeerhaus als Bildungs- und Informationszentrum mit einer über 2.000 m² großen Ausstellung. Seit 2009 führt es offiziell den Namen UNESCO-Weltnaturerbe Wattenmeer Besucherzentrum.
Am 7. Mai 2022 – passend zum 25-jährigen Jubiläum des Hauses – wurde das Wattenmeer Besucherzentrum nach umfangreichen Umbaumaßnahmen neu eröffnet, wo den Besuchern der Lebensraum Wattenmeer mit interaktiven Medien, großformatigen Fotos, Filmen und Hörstationen präsentiert wird. Gezeigt wird auch ein 14 Meter langes Pottwal-Skelett mitsamt seinen plastinierten Organen. Weitere Themen sind unter anderem Ebbe und Flut, eingeschleppte Tier- und Pflanzenarten, Zugvögel, Umweltprobleme und Klimawandel.

### Cuxhaven

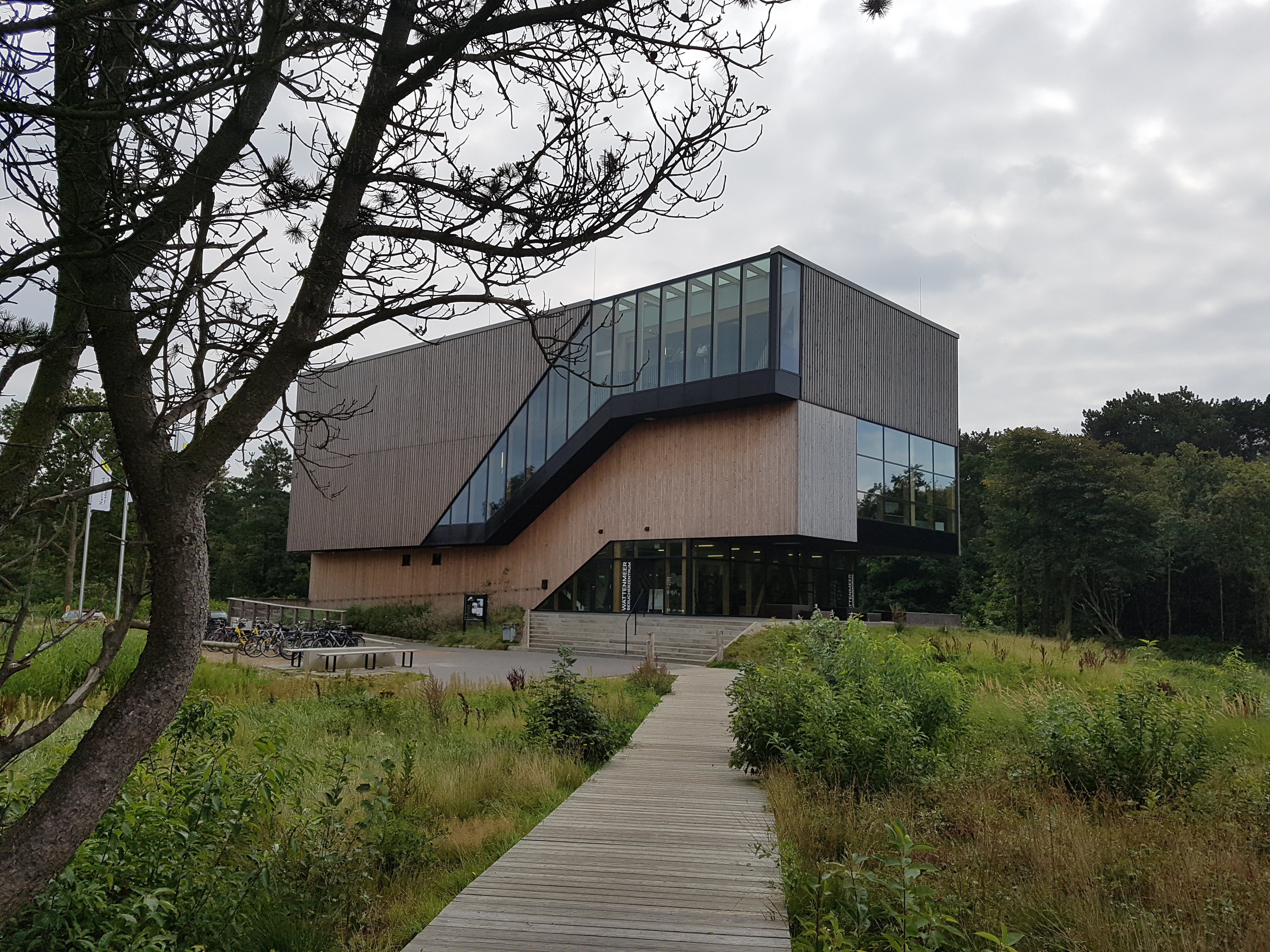
Besucherzentrum Cuxhaven-Sahlenburg

Auch in Cuxhaven gibt es ein Wattenmeer-Besucherzentrum, einen Bau aus dem Jahr 2015 am Sahlenburger Watt.